# Schodnienskaja
Schodnenskaja (ros. Сходненская) – stacja moskiewskiego metra linii tagańsko-krasnopriesnieńskiej (kod 127). Nazwa pochodzi od pobliskiej ulicy. Wyjścia prowadzą na ulicę Schodnenskaja, bulwary Jana Rainisa i Chimkińskij.

## Wystrój
Stacja jest jednokomorowa, jednopoziomowa, posiada jeden peron. Hall ozdobiono czerwonym marmurem, ściany ozdabiają geometryczne wzory ułożone z aluminiowych paneli. Podłogi wyłożono jasnym granitem i marmurem.